# C. C. Catch
C. C. Catch (Oss, Hollandia, 1964. július 31. –) holland-német popénekesnő. Eredeti neve: Caroline Catharina Müller, beceneve: Caro. Az 1980-as évek második felének egyik legnépszerűbb európai popénekesnője volt olyan slágereknek köszönhetően, mint az I Can Lose My Heart Tonight, a Heartbreak Hotel, a Heaven and Hell, a Soul Survivor vagy az Are You Man Enough? Az 1990-es évek elején eltűnt az élvonalból, egyrészt mert megromlott a kapcsolata egykori felfedezőjével, Dieter Bohlennel, másrészt az általa is képviselt diszkóhangzás addigra kiment a divatból. A Modern Talking és a ’80-as évek popzenéje iránt a '90-es évek végén feltámadt nosztalgiahullám azonban C. C. Catchet is újra divatba hozta, ám sem régebbi slágereinek remixeivel, sem az újabb dalaival nem ért el a korábbiakhoz mérhető sikereket.

## Karriertörténet

### A kezdetek

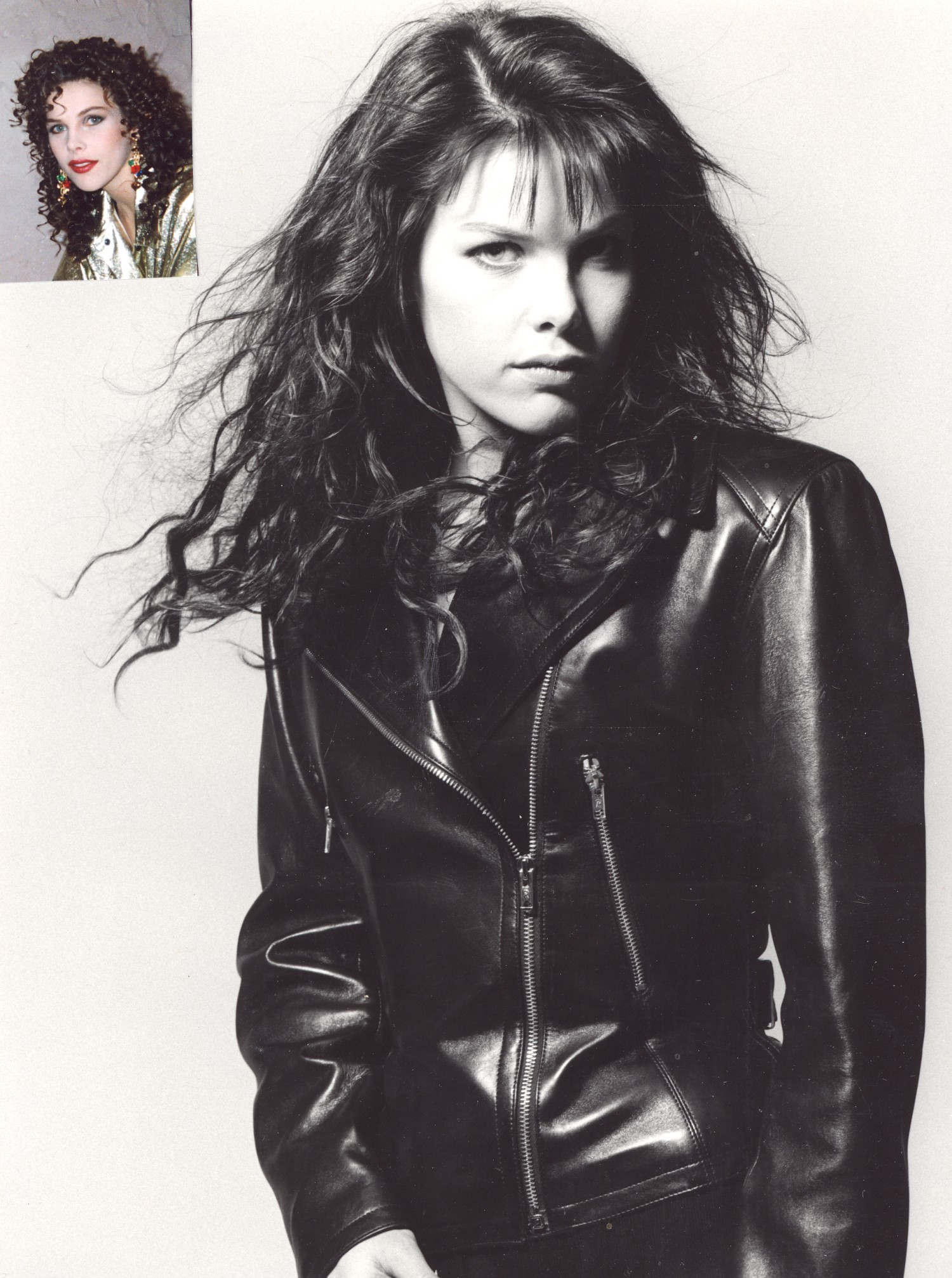
Caroline Catharina 1980-ban

A holland születésű Caroline édesapja Jürgen Müller, édesanyja Katharina (Cori) Müller. Az énekesnőnek van három öccse: Marcel, Marco és Jürgen. Marco és Jürgen ikrek, két évvel Marcel után születtek. (Marco gondozza C. C. Catch német rajongói weboldalát.) 1979-ben a család a németországi Bündébe költözött. Caroline korának megfelelően a helyi iskola 9. osztályába iratkozott be, noha akkor még egyetlen szót sem beszélt németül. Kedvenc tárgyai a zene és az angol nyelv voltak. Fodrász szeretett volna lenni, az iskola befejezése után mégis a varrónői szakmát kezdte tanulni. Minden vágya azonban az volt, hogy híres énekesnő legyen, és nagy szerencséjére szülei támogatták ilyen irányú ambícióit. Fél év után félbehagyta a varrónői tanfolyamot, gitárleckéket vett, Bad Oyenhausenben pedig dzsesszbalettre járt. 16 éves korában benevezett egy tehetségkutató versenyre Juice Newton Queen of Hearts című slágerével. A későbbiekben is több tehetségkutató rendezvényen indult, illetve fiatalok számára szervezett összejöveteleken lépett fel. A Carol Dean nevet használta, repertoárja pedig főleg country rock stílusú dalokból állt. 1980-ban csatlakozott az osnabrücki Optimal nevű lányzenekarhoz, melynek rajta kívül tagja volt még Sabine, Silvia és Claudia. Egy producer felfigyelt a lányokra, és fellépéseket szervezett nekik. Először 1980 novemberében léptek színpadra Stift Quemheim egyik diszkójában. Mikor nevük kezdett ismertté válni, lemezszerződést is kaptak, és két kislemezük jelent meg: az Er war magnetisch 1984-ben, a The Goodbye 1985-ben. Caroline édesapja mindent megtett lánya sikeréért: hangmérnökként ment vele a különböző fellépésekre, és stúdiót rendezett be számára a pincéjükben. Feladta addigi hivatását, és megalapította az Orbit nevű ügynökséget, amely kezdetektől fogva intézi C. C. Catch ügyeit. Az énekesnő karrierje akkor indult be igazán, amikor az Optimal egyik műsorát egy Hamburghoz közeli diszkóban megtekintette Dieter Bohlen, aki épp akkoriban futott be duójával, a Modern Talkinggal. Bohlen a négy lány közül Caroline hangjára figyelt fel. Meghívta a fiatal lányt a stúdiójába, s egyetlen este leforgása alatt szerződést kötöttek.

### A diszkósztár

Kesjár Csaba és C. C. Catch

Bohlen adta felfedezettjének a C. C. Catch nevet. A két betű az énekesnő két keresztnevének (Caroline és Catherina) rövidítése, a „Catch” pedig fantázianév. 1985-ben, Caroline születésnapján került az üzletekbe C. C. Catch első kislemeze, az I Can Lose My Heart Tonight. A dal nagy sikert aratott, az addig jószerével ismeretlen énekesnő Európa egyik új popcsillaga lett. A folytatás 1986 elején érkezett: a ’Cause You’re Young című kislemez, illetve a Catch the Catch című album. A kislemez a jugoszláv és a spanyol slágerlistán az első helyig jutott, Belgiumban a 2. lett, Svájcban a 8., az NSZK-ban a 9. Ugyanezekben az országokban a 8 számot tartalmazó album is bekerült a Top 10-be. 1986 karácsonyára megjelent a második nagylemez is, a 10 felvételt tartalmazó Welcome to the Heartbreak Hotel. Erről a Heartbreak Hotel mellett a Heaven and Hell című dal lett nagy sláger. C. C. Catch 1987 nyarán ért pályafutása csúcsára, újabb felvételei, az Are You Man Enough? és a Soul Survivor ugyancsak jól szerepeltek a slágerlistákon. (Az Are You Man Enough? érdekessége, hogy Bohlen először Bonnie Biancóval vette fel a dalt, de végül nem adta ki, mert úgy ítélte meg, hogy Bianco nem elég tehetséges. Erre a fiatal lány rövidesen rácáfolt, amikor előbb a Pierre Cossóval közös duettje, a Stay, majd a Miss You So című dala lett nagy siker egész Európában. Mindezek ellenére Bianco viszonylag hamar eltűnt a film- és popvilág élmezőnyéből.) A harmadik nagylemezre sem kellett sokat várni, még ugyanabban az évben a boltokba került Like a Hurricane címmel. Az albumról a Good Guys Only Win in Movies szintén megjelent kislemezen. C. C. Catch nagyszabású koncertturnét bonyolított le, mely az európai országok mellett Ázsiára és Amerikára is kiterjedt. A fiatal énekesnő a magánéletben is révbe ért: jövedelméből egy 3000 négyzetméteres házat vásárolt, ahová természetesen családjával és barátjával, Frankkel együtt költözött. A fiatalemberrel – aki egy rockbanda dobosa volt – még 1985-ben ismerkedett meg.
1988 májusában jelent meg a House of Mystic Lights című újabb kislemez, melynek rapbetétjét az a színes bőrű énekes adta elő, aki az 1990-es évek elejének egyik popsztárja lett Captain Hollywood néven. C. C. Catch Las Vegasban forgatott videóklipet, és nagy sikereit kihasználva kiadták első válogatáslemezét, a Diamonds – Her Greatest Hits című albumot. Sajnos azonban egyre inkább kiéleződtek az ellentétek az énekesnő és Dieter Bohlen között. Bohlen ragaszkodott ahhoz, hogy ő komponálja Caroline minden dalát, és a szövegeket is ő írja, az énekesnő viszont szerette volna saját ötleteit is megvalósítani, mivel az volt a véleménye, hogy zenei világa túlságosan hasonlít a Modern Talkingéhoz, illetve Bohlen új együtteséhez, a Blue Systemhez. Bohlen akarata érvényesült, a Backseat of Your Cadillac című kislemez és a Big Fun című album az ő elképzeléseinek megfelelően jelent meg. Még 1988-ban adták ki a Nothing but a Heartache és a Summer Kisses című új kislemezeket, melyeket válogatásalbumok követtek. A Bohlennel való viták 1989-ben szakításhoz vezettek. A szerző-producer annyira megneheztelt az énekesnőre, hogy peres úton még azt is el akarta érni, hogy Caroline a továbbiakban ne használhassa a C. C. Catch nevet, mivel azt ő találta ki. A bíróság azonban Caroline javára döntött. Az énekesnő Londonba költözött, hogy új producerrel és új lemezcégnél dolgozzon a továbbiakban.

### Bohlen nélkül
C. C. Catch egy spanyolországi tévéshow alkalmával találkozott George Michael volt menedzserével, Simon Napier Bell-lel, akivel rövidesen szerződést kötött, amely a Polygram céghez kötötte. Itt jelent meg az első olyan dala, amely már Bohlen nélkül készült, a Big Time. Caroline boldogan nyilatkozta, hogy végre úgy készítheti új nagylemezét, hogy mindennel kapcsolatban kikérik a véleményét, sőt az új album 7 dalának megírásában is részt vett. A lemez Hear What I Say címmel 1989-ben jelent meg, elkészítésében pedig közreműködött többek között Andy Taylor a Duran Duranből, valamint Dave Clayton és Joe Dworniak. Az album hangzásvilága eltért a korábbi lemezekétől, ám az új LP végül nem lett túlságosan sikeres. Ez részben annak volt köszönhető, hogy Bohlen és a BMG ki akarta használni a C. C. Catch iránti érdeklődést, és az új album megjelenésével párhuzamosan adtak ki újabb kislemezeket a korábbi közös nagylemezekről, illetve dobták piacra a Classics című válogatást. Caroline elhatározta, hogy egy időre visszavonul a zenei életből. Miután férjhez ment egy londoni jógatanárhoz, komoly érdeklődést kezdett mutatni a jóga és a meditáció iránt.

### A visszatérés
Az 1990-es évek végén fordult a kocka, és akkor C. C. Catch döntött úgy, hogy meglovagolja az újból összeállt Modern Talking népszerűségét, és visszatér a könnyűzene világába. Megegyezett a BMG-vel, és a cég megjelentette a Best of ’98  című válogatáslemezt, ami kelendőnek bizonyult, hiszen az I Can Lose My Heart Tonight és a Soul Survivor modern hangszerelésű változatai mellett egy – ugyancsak az aktuális diszkótrendnek megfelelően hangszerelt – Megamixet is tartalmazott rövidebb és hosszabb verzióban, valamint a régi, emlékezetes slágereket. Az énekesnő visszatérése nem volt sikertelen, de különböző pénzügyi problémák merültek fel akkori lemezcégével, a Metronome-mal. C. C. Catch a ’90-es évek végén a Krayzee nevű rapperrel beutazta Közép- és Kelet-Európát, ahol azóta is nagyon népszerű. Számos új dalt írt, bár 1989 óta nem készült új stúdióalbuma. 2003-ban Shake Your Head, 2004-ben Silence címmel jelent meg egy-egy új maxija. 1999 óta ismét Németországban él, férjétől elvált, de nem magányos. Szeretné folytatni énekesnői pályáját abban a reményben, hogy a korábbiaknál is fényesebb karriert sikerül megvalósítania.

## Diszkográfia

### Albumok
| Album címe                      | Megjelenés                                                                   | Legmagasabb helyezés | Legmagasabb helyezés | Legmagasabb helyezés | Legmagasabb helyezés | Legmagasabb helyezés | Legmagasabb helyezés | Díjak, helyezések |
| Album címe                      | Megjelenés                                                                   | [ 1 ]                | [ 2 ]                | [ 3 ]                | [ 4 ]                | [ 5 ]                | [ 6 ]                | Díjak, helyezések |
| ------------------------------- | ---------------------------------------------------------------------------- | -------------------- | -------------------- | -------------------- | -------------------- | -------------------- | -------------------- | ----------------- |
| Catch the Catch                 | - Megjelent: 1986. április 28. - Kiadó: Hansa Records - Formátum: CD, LP, MC | 6                    | 24                   | 6                    | 21                   | 25                   | 8                    |                   |
| Welcome to the Heartbreak Hotel | - Megjelent: 1986. december 8. - Kiadó: Hansa Records - Formátum: CD, LP, MC | 28                   | —                    | —                    | 22                   | 44                   | —                    | - SPA: Arany      |
| Like a Hurricane                | - Megjelent: 1987 - Kiadó: Hansa Records - Formátum: CD, LP, MC              | 30                   | —                    | —                    | 25                   | —                    | —                    |                   |
| Big Fun                         | - Megjelent: 1988 - Kiadó: Hansa Records - Formátum: CD, LP, MC              | 53                   | —                    | —                    | 22                   | —                    | —                    | - SPA: Platina    |
| Hear What I Say                 | - Megjelent: 1989 - Kiadó: Metronome Musik - Formátum: CD, LP, MC            | 75                   | —                    | —                    | 46                   | —                    | —                    |                   |

### Válogatásalbumok
| Album címe                    | Megjelenés                                                                 | Legmagasabb helyezés | Legmagasabb helyezés | Díjak, helyezések |
| Album címe                    | Megjelenés                                                                 | [ 1 ]                | [ 4 ]                | Díjak, helyezések |
| ----------------------------- | -------------------------------------------------------------------------- | -------------------- | -------------------- | ----------------- |
| Diamonds: Her Greatest Hits   | - Megjelent: 1988. május 16. - Kiadó: Hansa Records - Formátum: CD, LP, MC | 43                   | 25                   | - SPA: Arany      |
| Super 20                      | - Megjelent: 1990. január 2. - Kiadó: Ariola - Formátum: CD, LP, MC        | —                    | —                    |                   |
| Backseat of Your Cadillac     | - Megjelent: 1994. január 17. - Kiadó: Ariola - Formátum: CD, LP, MC       | —                    | —                    |                   |
| Super Disco Hits              | - Megjelent: 1994. május 2. - Kiadó: Ariola - Formátum: CD, LP, MC         | —                    | —                    |                   |
| Best of '98                   | - Megjelent: 1998 - Kiadó: Hansa Records - Formátum: CD, MC                | 76                   | —                    |                   |
| Heartbreak Hotel              | - Megjelent: 2000. július 3. - Kiadó: Ariola - Formátum: CD, MC            | —                    | —                    |                   |
| Best of C. C. Catch           | - Megjelent: 2000. szeptember 18. - Kiadó: Ariola - Formátum: CD, MC       | —                    | —                    |                   |
| In the Mix                    | - Megjelent: 2003. május 12. - Kiadó: Hansa Records - Formátum: CD, MC     | —                    | —                    |                   |
| Catch the Hits                | - Megjelent: 2005. szeptember 16. - Kiadó: Edel - Formátum: CD, MC         | —                    | —                    |                   |
| The 80's Album                | - Megjelent: 2005. október 28. - Kiadó: Edel - Formátum: CD                | —                    | —                    |                   |
| Maxi Hit Sensation-Nonstop DJ | - Megjelent: 2006. május 12. - Kiadó: Edel - Formátum: CD                  | —                    | —                    |                   |
| Ultimate C. C. Catch          | - Megjelent: 2007. november 23. - Label: Edel - Formats: CD                | —                    | —                    |                   |
| 25th Anniversary Box (5CD)    | - Megjelent: 2011. november 11. - Kiadó: 4ever Music - Formátum: CD        | —                    | —                    |                   |

### Kislemezek
| Cím                                                | Év   | Legmagasabb helyezés | Legmagasabb helyezés | Legmagasabb helyezés | Legmagasabb helyezés | Legmagasabb helyezés | Legmagasabb helyezés | Album                           |
| Cím                                                | Év   | [ 1 ]                | [ 2 ]                | [ 8 ]                | [ 4 ]                | [ 9 ]                | [ 10 ]               | Album                           |
| -------------------------------------------------- | ---- | -------------------- | -------------------- | -------------------- | -------------------- | -------------------- | -------------------- | ------------------------------- |
| I Can Lose My Heart Tonight                        | 1985 | 13                   | 24                   | —                    | 7                    | 19                   | —                    | Catch the Catch                 |
| Cause You Are Young                                | 1986 | 9                    | 28                   | —                    | 6                    | 8                    | —                    | Catch the Catch                 |
| Strangers By Night                                 | 1986 | 9                    | 15                   | 33                   | 10                   | 11                   | —                    | Catch the Catch                 |
| Heartbreak Hotel                                   | 1986 | 8                    | 22                   | 23                   | 3                    | 13                   | —                    | Welcome to the Heartbreak Hotel |
| Heaven and Hell                                    | 1986 | 13                   | —                    | —                    | 2                    | 19                   | —                    | Welcome to the Heartbreak Hotel |
| Are You Man Enough                                 | 1987 | 20                   | —                    | —                    | 5                    | 28                   | —                    | Like a Hurricane                |
| Soul Survivor                                      | 1987 | 17                   | —                    | —                    | 1                    | —                    | 96                   | Like a Hurricane                |
| Good Guys Only Win in Movies                       | 1988 | —                    | —                    | —                    | 6                    | —                    | —                    | Like a Hurricane                |
| House of Mystic Lights                             | 1988 | 22                   | —                    | —                    | 7                    | —                    | —                    | Diamonds: Her Greatest Hits     |
| Backseat of Your Cadillac                          | 1988 | 10                   | —                    | —                    | 6                    | —                    | —                    | Big Fun                         |
| Summer Kisses                                      | 1988 | —                    | —                    | —                    | —                    | —                    | —                    | Big Fun                         |
| Nothing But a Heartache                            | 1989 | 39                   | —                    | —                    | 14                   | —                    | —                    | Big Fun                         |
| Baby I Need Your Love                              | 1989 | —                    | —                    | —                    | —                    | —                    | —                    | Big Fun                         |
| Big Time                                           | 1989 | 26                   | —                    | —                    | —                    | —                    | —                    | Hear What I Say                 |
| Midnight Hour                                      | 1989 | —                    | —                    | —                    | —                    | —                    | —                    | Hear What I Say                 |
| C. C. Catch Megamix '98                            | 1998 | 33                   | —                    | —                    | —                    | —                    | —                    | Best of '98                     |
| Soul Survivor '98                                  | 1998 | —                    | —                    | —                    | 8                    | —                    | —                    | Best of '98                     |
| I Can Lose My Heart Tonight '99                    | 1999 | 72                   | —                    | —                    | 12                   | —                    | —                    | Best of '98                     |
| Shake Your Head                                    | 2003 | —                    | —                    | —                    | —                    | —                    | —                    | Catch the Hits                  |
| Silence (featuring Leela)                          | 2004 | —                    | —                    | —                    | —                    | —                    | —                    | Nem szerepelt albumon           |
| Unborn Love                                        | 2010 | 75                   | —                    | —                    | —                    | —                    | —                    | Nem szerepelt albumon           |
| Another Night in Nashville (duett Chris Normannel) | 2014 | —                    | —                    | —                    | —                    | —                    | —                    | Nem szerepelt albumon           |

### Weboldalak
- Az énekesnő hivatalos weboldala Archiválva 2006. október 4-i dátummal a Wayback Machine-ben
- Német nyelvű rajongói oldal
- Spanyol nyelvű rajongói oldal
- Angol nyelven az énekesnőről

### Videók
- I Can Loose My Heart Tonight. YouTube
- Heartbreak Hotel. YouTube
- Soul Survivor. YouTube [halott link]
- Heaven and Hell. YouTube
- Backseat of Your Cadillac. YouTube
- Strangers by night. YouTube [halott link]